# Luigi Galleani

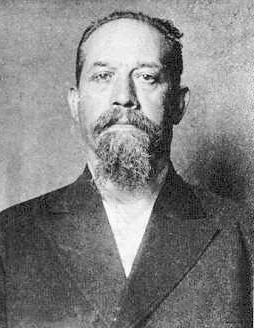
Luigi Galleani

Luigi Galleani (* 12. August 1861 in Vercelli im Piemont, Italien; † 4. November 1931 in Caprigliola, Toskana) war eine wesentliche Figur des Anarchismus im 20. Jahrhundert und ein Befürworter des gewaltsamen Umsturzes der US-Regierung. Galleani zählt zu den Vertretern des Kommunistischen Anarchismus bzw. zu den aufständischen Anarchisten.

## Leben
Luigi Galleani war Sohn einer mittelständischen Familie. Während seiner Studienzeit in Turin wurde er Anarchist und brach das Studium schließlich vorzeitig ab. Nach einer drohenden Festnahme in Italien floh er nach Frankreich, das er nach der Teilnahme an einer Ersten-Mai-Demonstration wieder verlassen musste. In Genf nahm Galleani sein Studium wieder auf, wurde aber nach dem Organisieren einer Gedenkfeier zum Haymarket Riot auch aus der Schweiz ausgewiesen.
Zurück in Italien wurde Luigi Galleani festgenommen und in ein Gefängnis auf der Insel Pantelleria vor der Küste Siziliens eingesperrt. Nach fünf Jahren Haft gelang ihm die Flucht nach Ägypten, wo er der Auslieferung entging, indem er zunächst nach London und dann 1901 in die Vereinigten Staaten zog. Er wurde schnell in radikalen Kreisen bekannt, wo er die Gewalt als revolutionäres Mittel propagierte. Da ihm in New Jersey wegen Aufrufs zum Ungehorsam die Festnahme drohte, flüchtete er nach Kanada und wurde dort ebenfalls ausgewiesen.

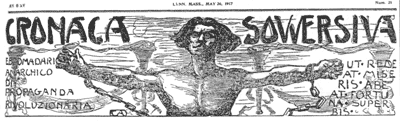
Galleanis Zeitung Cronaca Sovversiva

In Vermont gründete Galleani 1903 die italienischsprachige anarchistische Zeitung Cronaca Sovversiva („Subversive Chronik“). Für diese Zeitung schrieben, ehe sie durch den Sedition Act of 1918 verboten wurde, auch Ferdinando „Nicola“ Sacco und Bartolomeo Vanzetti. Es bildete sich eine radikale Gruppe um Galleani, die unter dem Namen Galleanists bekannt wurden und für viele Anschläge in den USA verantwortlich waren.
Galleani wurde im Zuge der Palmer Raids 1919 nach Italien deportiert und dort ins Exil auf eine Insel an der italienischen Küste gezwungen. Nach Mussolinis Machtübernahme konnte Galleani wieder aufs italienische Festland zurückkehren und stand dort unter ständiger Polizeiüberwachung. Er starb im zur Gemeinde Aulla gehörenden Dorf Caprigliola in der Toskana im Alter von 70 Jahren an einem Herzinfarkt.

## Werke
- Paul Sharkey, Barry Pateman (Hrsg.): Anarchy Will Be!: The Selected Writings of Luigi Galleani. AK Press, ISBN 1-904859-39-9